# Тимонен, Киммо
Ки́ммо Ти́монен (фин. Kimmo Timonen; род. 18 марта 1975, Куопио) — финский хоккеист, выступавший на позиции защитника.

## Игровая карьера
27 февраля 2015 года «Филадельфия» обменяла Тимонена в «Чикаго Блэкхокс» на выбор во втором раунде драфта-2015 и в четвёртом раунде драфта-2016.
15 июня 2015 года, сразу же после завоевания своего первого Кубка Стэнли, объявил о завершении карьеры игрока.

## Достижения
- Чемпион Финляндии 1995, 1998.
- Серебряный призёр Олимпийских игр 2006 в составе сборной Финляндии.
- Трёхкратный бронзовый призёр Олимпийских игр (1998, 2010, 2014) в составе сборной Финляндии.
- Трёхкратный серебряный призёр чемпионатов мира (1998, 1999, 2001) в составе сборной Финляндии.
- Финалист розыгрыша Кубка мира 2004 в составе сборной Финляндии.
- Обладатель Кубка Стэнли 2015.

## Статистика
| Легенда | Легенда                    | Легенда | Легенда                   | Легенда | Легенда    |
| ------- | -------------------------- | ------- | ------------------------- | ------- | ---------- |
| И       | Количество проведённых игр | Штр     | Штрафное время            | +/−     | Плюс-минус |
| Г       | Голы                       | П       | Голевые передачи          | О       | Очки       |
| -       | Статистика неизвестна      | —       | Статистика не учитывалась |         |            |